# シリーズレギュレータ
シリーズレギュレータ（英: Series regulator）は、電気回路において電圧を一定化する定電圧直流電源回路の一種である。電圧制御素子が負荷と直列（シリーズ）に接続されていることでこの名がある。リニアレギュレータの一種。
トランジスタ等の素子を負荷と直列に入れて、高過ぎる電圧の分だけ電力をそこで消費し電圧降下を発生させることで、負荷に一定の電圧がかかるよう調整する。消費した電力は熱になる。
スイッチング制御電源（スイッチングレギュレータ）と比べ、電力損失は多くなるが、電源リプルやノイズが少なく、安定性が高く、回路面積も小さく、低価格である等、優位な点が多いため、小電力回路の電源として多用されている。特に有名な三端子レギュレータIC78**/79**シリーズ（**は出力電圧が入る）はICにコンデンサーを2つ付けるだけで精度も高く各種保護回路もついている電源が手軽に作れるので多用される。
相補形金属酸化被膜集積回路（CMOS IC）化されたものが小型携帯機器用として使用されている。

## 原理
シリーズレギュレータの前段階と呼べる簡単なシャントレギュレータと、簡単なシリーズレギュレータとを比較して説明する。

### 簡単なシャントレギュレータ

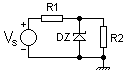
ツェナーダイオードによるシャントレギュレータ

電源電圧{\displaystyle V_{S}}はツェナーダイオードの降伏電圧{\displaystyle V_{Z}}よりも高いとする。このとき、ツェナーダイオードの両端間電圧（＝負荷{\displaystyle R_{2}}の両端間電圧）は{\displaystyle V_{Z}}で保たれる。したがって{\displaystyle R_{1}}には常に{\displaystyle I_{S}=(V_{S}-V_{Z})/R_{1}}の電流が流れ、電圧差{\displaystyle V_{S}-V_{Z}}分の電力は全て熱になる。ここで負荷{\displaystyle R_{2}}に電流 {\displaystyle I} が流れる場合、残りの電流{\displaystyle I_{S}-I} は全てツェナーダイオードに流れ、この分も全て熱になる。
負荷{\displaystyle R_{2}}が下がり過ぎた場合（電流を{\displaystyle I_{S}}以上必要とする状況になった場合）、ツェナーダイオードには電流が流れず、両端間電圧を保つ事が出来なくなる。したがって、必要とされる最大電流を常に回路に流すよう{\displaystyle R_{1}}を設定する必要がある。余分な電圧と余分な電流は全て熱に変換する事になる。

### 簡単なシリーズレギュレータ

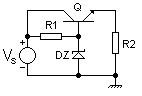
トランジスタを用いたシリーズレギュレータ

{\displaystyle R_{1}}に流れる電流{\displaystyle (V_{S}-V_{Z})/R_{1}}はツェナーダイオードの両端間電圧を保つのに必要な電流とトランジスタのベース電流の分だけなので、負荷に流れる最大電流の百分の一程度あれば足りる。負荷{\displaystyle R_{2}}に流れる電流のほぼ全てはトランジスタのコレクタ－エミッタを経由する。負荷{\displaystyle R_{2}}の変化により両端間電圧が変動すれば、ツェナーダイオードにより一定電位であるベースとエミッタの間の電圧変動となり、これがベース電流の変化を引き起こしてトランジスタにより負荷電流の大きさを調節し、全体として負帰還を形成して負荷電圧を安定化させる。高過ぎる分の電圧 {\displaystyle V_{S}-V_{Z}} はトランジスタにかかり、その分の電力は全て熱になる。
前記のシャントレギュレータにおいて直列に入れた抵抗器の役割（余分な電圧分を消費する）をトランジスタが果たしており、しかも「負帰還で自動的に電流を調節する抵抗器」になっている。そのため、シャントレギュレータにおいてツェナーダイオードに流れていた電流を削減し、負荷に必要な電流（＋制御のためのわずかな電流）だけが流れる。
実際には、温度係数などの面でツェナーダイオードの降伏電圧を自由に設定するのは難がある。またベース－エミッタ間電圧も正確には算入していない。そこで通常は、オペアンプによる演算等により設定電圧と実際の電圧を比較して負帰還をかける。